# Bréançon
Bréançon egy község Franciaországban. Lakosainak száma 425 fő (2022. január 1.).

## Földrajza
Bréançon Haravilliers, Cormeilles-en-Vexin, Frémécourt, Grisy-les-Plâtres, Le Heaulme, Marines és Theuville községekkel határos.